# Crosville-sur-Douve
Crosville-sur-Douve é uma comuna francesa na região administrativa da Normandia, no departamento Mancha. Estende-se por uma área de 4 km². Em 2010 a comuna tinha 64 habitantes (densidade: 16 hab./km²).